# كيث باركر (لاعب كرة قدم)
كيث باركر (بالإنجليزية: Keith Barker)‏ هو لاعب كرة قدم بريطاني، ولد في 21 أكتوبر 1986 في مانشستر في المملكة المتحدة. شارك مع منتخب إنجلترا تحت 19 سنة لكرة القدم. أما مع النوادي، فقد لعب مع باتريك أتلتيك وبلاكبيرن روفرز وسيركل بروج ونادي روتشديل.

## وصلات خارجية
- كيث باركر على موقع إي آس بي آن كريك إنفو (الإنجليزية)
- كيث باركر على موقع قاعدة بيانات كرة القدم.إي يو (الإنجليزية)
- كيث باركر على موقع Soccerbase.com (لاعب) (الإنجليزية)